# ひたちなか市民球場
ひたちなか市民球場（ひたちなかしみんきゅうじょう）は、茨城県ひたちなか市のひたちなか市総合運動公園内にある野球場。

## 概要
正式名称はひたちなか市総合運動公園市民球場（ひたちなかしそうごううんどうこうえんしみんきゅうじょう）だが、一般にはひたちなか市民球場と呼ばれる。施設はひたちなか市が所有し、公益財団法人ひたちなか市生活・文化・スポーツ公社が指定管理者として運営管理を行っている。
1990年8月、当時の勝田市に勝田市民球場（かつたしみんきゅうじょう）として竣工。1994年、勝田市と那珂湊市が新設合併し「ひたちなか市」となったのに伴い、現名称となる。開場以来、高校野球や社会人野球などアマチュア野球公式戦の他、プロ野球公式戦も年1〜2試合開催されている。また、夏の「ひたちなか祭り」の際、この野球場を中心とする総合運動公園で花火大会を実施したことがある。メインスタンドの2階席ネット裏を覆う、円形の屋根が印象的。
2017年4月、開場以来使用してきた磁気反転式スコアボードから、フルカラーLED方式スコアボードに変更され、球速表示や試合経過時間の表示、色鮮やかな画像・流動メッセージなどが導入された。

### NPB
- 1990年9月15日のヤクルト対大洋（現・横浜DeNA）戦がこけら落としだった。
- 以後、主にセ・リーグの横浜、ヤクルト、2010年代になってからは巨人の主管試合[注 1]が行われてきた。
- 2010年7月7日に、巨人対広島戦が開催された。巨人主催のひたちなかでの試合は2007年6月23日の対西武戦以来3年ぶりで、広島の前田健太投手が強力巨人打線を7安打2失点に抑えて11勝（3敗）目を飾っている。
- 2014年5月14日にも同一遠征ルートで巨人対ヤクルト戦が行われた[2]。
- 2018年5月23日にも同一遠征ルートで巨人対広島戦が行われた。
- 2019年5月21日には巨人対DeNA戦が行われる予定だったが、早朝からの豪雨のため中止となった。
- 2024年4月23日に「ひたちなか市誕生30周年記念事業」の一環として巨人対中日戦が開催された[3]。

### BCリーグ
2017年8月1日に、ベースボール・チャレンジ・リーグ（BCリーグ）の新潟アルビレックス・ベースボール・クラブと栃木ゴールデンブレーブスの公式戦1試合が開催された（新潟の主催）。この試合は、茨城県からのリーグ参入を目指していた茨城アストロプラネッツの球団設立記念として実施されたもので、関連イベントも開催された。
茨城は2019年よりリーグ戦に参加、その使用球場の1つとなり、4月6日に当球場で公式戦の開幕試合が開催された。2020年までは公式戦の開催があったが、2021年以降はなくなり、2023年にはリーグ発表の「開催球場リスト」から名前が除去されている。茨城球団を運営する茨城県民球団は、発足当時はひたちなか市内にあったが、2022年に笠間市に移転している。

## 施設概要
- 内野：クレー舗装、外野：天然芝
- 両翼：100m、中堅：122m
- スコアボード：フルカラーLED
- 照明設備：6基（鉄塔式）

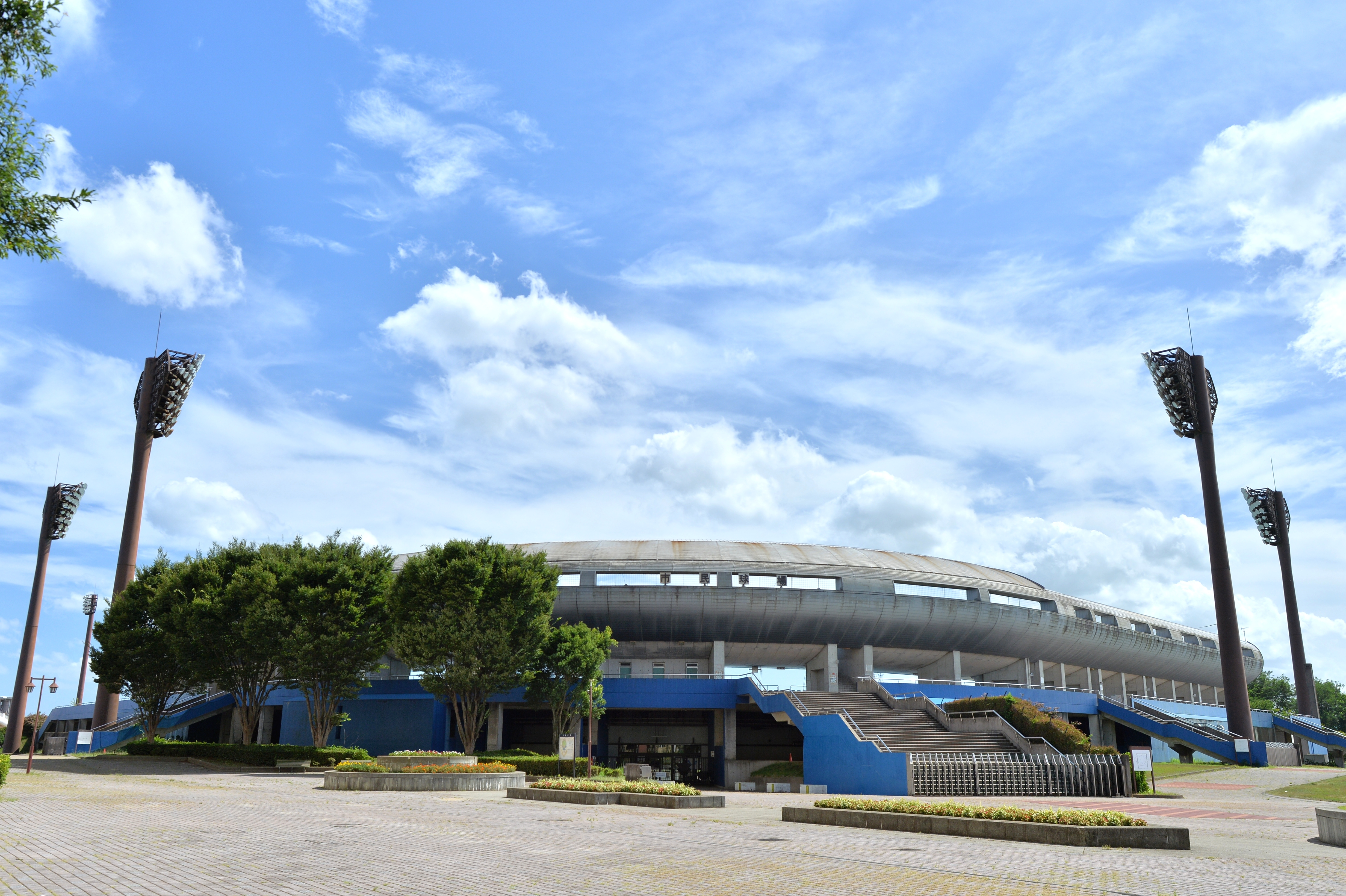
施設外観（全体）

- 収容人員：25,000人（内野：座席、外野：芝生）
- 広告は外野に仮設パネルが設置されるためのスペースがあり、それをプロ野球の試合に限り使う場合がある。また以前はライト側に「ひたちなか市民球場」という球場名を大書したことがあったが、現在はフェンスには何も書かれておらず、球場名はバックネット裏に書かれている

## 交通
- 勝田駅東口1番のりばから、茨城交通バス「海浜公園」行または「中央研修所」行で「市民球場入口」下車後徒歩約15分
  - プロ野球公式戦等開催時は、勝田駅東口より臨時バス運行あり